# Investigator Strait
Investigator Strait är ett sund i Australien. Det ligger i delstaten South Australia, omkring 140 kilometer sydväst om delstatshuvudstaden Adelaide.